# Fiesta de San Antonio (Venezuela)
La Fiesta de San Antonio es una manifestación de religiosidad popular y folclore que se celebra anualmente el 12 y 13 de junio en honor a San Antonio de Padua. Tiene su epicentro en los municipios del estado Lara como El Tocuyo, Curarigua, Sanare, Barquisimeto, Carora y Quíbor, y también se practica en zonas de Portuguesa, Yaracuy y Falcón.
La festividad combina actos religiosos, como misas y procesiones, con expresiones musicales tradicionales, siendo el más emblemático el Tamunangue o Baile de los Negros de San Antonio, ejecutado en pago de promesas y como símbolo de identidad regional.

## Velorio del Santo
La celebración comienza el 12 de junio con el velorio del santo, donde se coloca la imagen de San Antonio en un altar decorado con flores. Se rezan rosarios cantados y se entonan salves durante toda la noche. Este acto devocional precede al día principal de la festividad.

## Tamunangue
El Tamunangue es el baile ritual central de la fiesta, también conocido como Baile de los Negros. Es una expresión de origen mestizo, que fusiona elementos europeos, africanos e indígenas, y ha sido declarado Patrimonio Cultural de la Nación en 2014.

### Estructura
El Tamunangue está compuesto por siete sones o danzas tradicionales, que pueden variar según la región:
- La Bella
- La Juruminga
- El Poco a Poco
- El Yiyivamos
- La Perrendenga
- El Galerón
- El Seis Figurado

Se inicia con una representación de combate simbólico entre dos hombres con garrotes, conocida como la Batalla. Cada son es acompañado de música y coplas.

### Instrumentos e indumentaria
Los instrumentos típicos son:
- Cuatro venezolano
- Maracas
- Tambor largo de palma

Los hombres visten liquiríquí y sombrero de cogollo; las mujeres usan faldas largas floreadas, blusas blancas y flores en el cabello.

### Simbolismo
El Tamunangue se interpreta como una ofrenda a San Antonio en pago por favores recibidos: salud, amor, trabajo o protección familiar. Tiene un profundo valor identitario en el occidente venezolano.

## Distribución geográfica
Aunque su origen está en El Tocuyo, estado Lara, el Tamunangue también se celebra en municipios de Portuguesa (Turén, Agua Blanca), Yaracuy y Falcón. En muchas comunidades es un evento colectivo que involucra familias completas y es considerado una herencia espiritual.

## Reconocimiento patrimonial
En 2014, el Instituto del Patrimonio Cultural (IPC) declaró al Tamunangue como Patrimonio Cultural de la Nación Venezolana por su valor artístico, espiritual y comunitario.

## Instrumentos
Los instrumentos que se emplean son guitarras criollas de cuatro o cinco cuerdas, que se tocan rasgueándolas. También utiliza uno o dos pares de maracas y un tambor especial, de poco diámetro, pero muy largo, regularmente tiene veintiocho centímetros de diámetro por un metro de largo. Lo tocan con la palma de las manos y produce uno sonido grave que se oye desde muy lejos. Además, por un lado, van golpeándolo rítmicamente con un pequeño bastón. Los ya mencionados son los tradicionales, pero dependerá de la agrupación los elementos que empleen.

## El vestuario
En cuanto a la vestimenta no hay una en específico para asistir a la celebración, pero generalmente los que van a bailar y hacer promesas, van vestidos en el caso de los hombres con liquiliqui, pañuelo en el cuello, alpargatas y sombrero de cogollo, mientras que las mujeres llevan faldas largas floreadas, blusas blancas y de faralaos, flores en la cabellera y alpargatas.

## Características generales
-Es una fiesta religiosa, en honor a San Antonio de Padua. 488
-Cuenta con distintos bailes e interpretaciones.
-Es folklórica, pues ha trascendido con el tiempo.
-Representa la cultura popular venezolana, reconocida y sin elementos chocantes a su origen.
-Constituye una tradición recreativa.
-Tiene larga duración, aproximadamente 48 horas.
-Tiene trascendencia, porque los que la celebran se lo inculcan a las nuevas generaciones.
-Une distintas clases sociales en su celebración.